# Club Palindromista Internacional
El Club Palindromista Internacional és una agrupació cultural que va ser fundada l'any 1987 per l'enginyer, matemàtic, lingüista i escriptor Josep Maria Albaigès i Olivart, amb quinze persones més. Es tracta d'una associació dedicada a l'estudi, debat i divulgació de tot allò que estigui relacionat amb els palíndroms. El tret de sortida fou el mes de juny de 1987 amb el primer número del que serà l'òrgan de comunicació i divulgació del CPI; la revista SEMAGAMES, anunciada a la revista nord-americana Word Ways. El fons del Club Palindromista és a la Biblioteca Central d'Igualada. Entre els membres del Club Palindromista Internacional hi havia Ernest Díez Sureda. L'entitat va promoure el I Congrés Palindròmic Internacional, que se celebrà a Torredembarra el 2009.
Paral·lelament i lligat al CPI, l'any 2009 apareix el Moviment Rever, un blog independent creat amb la intenció de promoure i difondre les possibilitats literàries de l'art de fer palíndroms.